# Matti Hautamäki
Matti Antero Hautamäki (Oulu, 14 juli 1981) is een Fins voormalig schansspringer.
Hautamäki begon met schansspringen toen hij zeven jaar was. Hij had last van vliegangst en probeerde dat op deze manier te overwinnen. Toen hij 16 was verhuisde hij naar Kuopio en werd daar met Lauri Hakola, een andere schansspringer lid van de plaatselijke sportschool. Internationaal brak hij door op zijn 20e, waarna hij zich kwalificeerde voor de Olympische Winterspelen 2002. Daar behaalde hij het zilver in de teamwedstrijd en het brons op de K120 schans. Matti Hautamäki heeft ook nog een oudere broer die eveneens aan schansspringen doet, Jussi Hautamäki. Zijn andere broer Hannu doet niet aan topsport.
Net als zijn landgenoot Janne Ahonen ziet men Hautamäki zelden lachen. Zelf zegt hij hierover : "Finnen horen niet in het middelpunt van de belangstelling te staan en ik ben een Fin". Hoewel hij slechts sporadisch lacht is hij een populaire schansspringer en heeft hij veel (over het algemeen vrouwelijke) fans. De meeste van zijn fans zijn afkomstig uit Duitsland, waar schansspringen een zeer populaire sport is. Matti's sprongen worden vrijwel altijd met de volle 20 punten gewaardeerd. Daarbij staat hij bekend als de beste skivlieger van de internationale top.

## Opmerkelijke prestaties
Tijdens het Vierschansentoernooi van 2001/2002 legde Hautamäki beslag op de tweede plaats in het eindklassement. In 2005 werd hij voor de tweede keer (na 2002) winnaar van het Nordic Tournament, de Scandinavische versie van het Vierschansentoernooi. Hij boekte deze overwinning overtuigend, door de wedstrijden op alle vier de schansen op zijn naam te schrijven.
In het pré-Olympische seizoen 2004/2005 won hij zes wedstrijden op rij, de generale repetitie in de Olympische stad Turijn, de vier wedstrijden van het Nordic Tournament en de eerste wedstrijd in Planica. Eerder dat seizoen had Janne Ahonen eveneens zes wedstrijden op rij gewonnen, daarvoor was een dergelijke prestatie nooit geleverd, waardoor beide springers het record delen. Van 2003 tot en met 2005 was hij met 231 meter wereldrecordhouder in het skivliegen. Hij verbeterde dit wereldrecord in maart 2005 in Planica tot 235,5 meter, maar in dezelfde wedstrijd sprong Bjørn Einar Romøren 239 meter ver.

## Vierschansentoernooi 2006
Tijdens de eerste wedstrijd in het Vierschansentoernooi in Oberstdorf kwam Hautamäki niet verder dan een vijfde plaats. Hij moest zijn landgenoot Janne Ahonen, Jakub Janda, Roar Ljøkelsøy en zelfs Takanobu Okabe voor zich laten. Op nieuwjaarsdag in Garmisch-Partenkirchen doet Hautamäki echter beter van zich spreken. Wederom moet hij Janda en Ahonen voor zich dulden, maar dit keer verdient hij wel meer punten dan de rest, waardoor hij op een mooie derde plaats terechtkomt. Hierdoor stijgt hij ook in het algemeen klassement naar een verdienstelijke derde plaats. De derde wedstrijd in Innsbruck loopt uit op een drama voor Hautamäki. Hij eindigt slechts op de 15e plaats. Gelukkig voor hem is het verschil in afstand met de top echter niet zo groot en zakt hij maar één plaats op de ranglijst in het tussenklassement. Ook tijdens de laatste wedstrijd in Bischofshofen zou hij wederom slechts vijftiende worden. Ook dit keer zakte hij wederom een plaatsje op de ranglijst van het klassement en eindigde hij het Vierschansentoernooi als vijfde.

## Olympische Winterspelen 2006
Op de Olympische Winterspelen in 2006 die werden gehouden in het Italiaanse Turijn nam Hautamäki op alle drie de onderdelen (K90, K120 en teamwedstrijd) deel. Op de kleine schans kwam hij met sprongen van 131.0 en 134.5 punten tot een totaalscore van 265.5 wat hem de zilveren medaille opleverde, achter de verrassende Noor Lars Bystøl, maar nog voor diens landgenoot Roar Ljøkelsøy. Enkele dagen later, op de K120 schans draaide hij opnieuw mee in de top, maar kwam hij niet verder dan de vijfde plaats. Zijn tweede zilveren medaille behaalde hij op het slotonderdeel, de teamwedstrijd. Hierin eindigde de Finse ploeg als tweede achter Oostenrijk.
| Logo van de Olympische Spelen | Goud | Zilver | Brons | Logo van de Olympische Spelen |
|                               | 0    | 3      | 1     |                               |